# Polia advena
Polia advena är en fjärilsart som beskrevs av John Henry Leech. Polia advena ingår i släktet Polia och familjen nattflyn. Inga underarter finns listade i Catalogue of Life.